# Éliminatoires du Championnat d'Europe de football des moins de 17 ans 2012
Cet article traite des éliminatoires du championnat d'Europe de football des moins de 17 ans 2012.
Le tournoi final du championnat d'Europe de football des moins de 17 ans 2012 est précédé par deux tours qualificatifs, le tour de qualification puis le tour élite. Ces éliminatoires mettent aux prises cinquante-deux équipes nationales qui tentent de gagner l'un des sept billets qualificatifs pour le tournoi final, organisé par la Slovénie.

## Tour de qualification
Le tour éliminatoire est joué du 21 septembre au 2 novembre 2011. Les 52 équipes sont divisées en 13 groupes de quatre équipes, et chaque mini-tournoi est organisé par un seul pays. À la fin, les deux premiers de chaque groupe se qualifient pour le tour élite, ainsi que les deux meilleurs troisièmes.
L'équipe organisatrice est indiquée en italique.

### Groupe 1
| Rang | Équipe      | Pts | J | G | N | P | Bp | Bc | Diff |  | Résultats   |     |     |     |     |
| ---- | ----------- | --- | - | - | - | - | -- | -- | ---- |  | ----------- | --- | --- | --- | --- |
| 1    | Hongrie     | 9   | 3 | 3 | 0 | 0 | 11 | 3  | +8   |  | Hongrie     |     | 4-1 | 3-2 |     |
| 2    | Biélorussie | 6   | 3 | 2 | 0 | 1 | 9  | 4  | +5   |  | Biélorussie |     |     |     | 5-0 |
| 3    | Norvège     | 3   | 3 | 1 | 0 | 2 | 5  | 6  | -1   |  | Norvège     |     | 0-3 |     | 3-0 |
| 4    | Andorre     | 0   | 3 | 0 | 0 | 3 | 0  | 12 | -12  |  | Andorre     | 0-4 |     |     |     |

### Groupe 2
| Rang | Équipe   | Pts | J | G | N | P | Bp | Bc | Diff |  | Résultats |     |     |     |     |
| ---- | -------- | --- | - | - | - | - | -- | -- | ---- |  | --------- | --- | --- | --- | --- |
| 1    | Russie   | 7   | 3 | 2 | 1 | 0 | 5  | 2  | +3   |  | Russie    |     |     | 1-0 |     |
| 2    | Portugal | 7   | 3 | 2 | 1 | 0 | 4  | 2  | +2   |  | Portugal  | 1-1 |     |     | 2-1 |
| 3    | Roumanie | 1   | 3 | 0 | 1 | 2 | 2  | 4  | -2   |  | Roumanie  |     | 0-1 |     | 2-2 |
| 4    | Finlande | 1   | 3 | 0 | 1 | 2 | 4  | 7  | -3   |  | Finlande  | 1-3 |     |     |     |

### Groupe 3
| Rang | Équipe      | Pts | J | G | N | P | Bp | Bc | Diff |  | Résultats   |     |     |     |     |
| ---- | ----------- | --- | - | - | - | - | -- | -- | ---- |  | ----------- | --- | --- | --- | --- |
| 1    | Écosse      | 7   | 3 | 2 | 1 | 0 | 5  | 1  | +4   |  | Écosse      |     |     | 1-0 | 3-0 |
| 2    | Turquie     | 5   | 3 | 1 | 2 | 0 | 4  | 2  | +2   |  | Turquie     | 1-1 |     | 1-1 |     |
| 3    | Macédoine   | 4   | 3 | 1 | 1 | 1 | 6  | 2  | +4   |  | Macédoine   |     |     |     | 5-0 |
| 4    | Saint-Marin | 0   | 3 | 0 | 0 | 3 | 0  | 10 | -10  |  | Saint-Marin |     | 0-2 |     |     |

### Groupe 4
| Rang | Équipe               | Pts | J | G | N | P | Bp | Bc | Diff |  | Résultats            |     |     |     |     |
| ---- | -------------------- | --- | - | - | - | - | -- | -- | ---- |  | -------------------- | --- | --- | --- | --- |
| 1    | Tchéquie             | 9   | 3 | 3 | 0 | 0 | 9  | 0  | +9   |  | Tchéquie             |     |     | 2-0 | 6-0 |
| 2    | République d'Irlande | 4   | 3 | 1 | 1 | 1 | 9  | 2  | +7   |  | République d'Irlande | 0-1 |     |     | 8-0 |
| 3    | Kazakhstan           | 4   | 3 | 1 | 1 | 1 | 9  | 3  | +6   |  | Kazakhstan           |     | 1-1 |     |     |
| 4    | Liechtenstein        | 0   | 3 | 0 | 0 | 3 | 0  | 22 | -22  |  | Liechtenstein        |     |     | 0-8 |     |

### Groupe 5
| Rang | Équipe   | Pts | J | G | N | P | Bp | Bc | Diff |  | Résultats |     |     |     |     |
| ---- | -------- | --- | - | - | - | - | -- | -- | ---- |  | --------- | --- | --- | --- | --- |
| 1    | Danemark | 9   | 3 | 3 | 0 | 0 | 11 | 3  | +8   |  | Danemark  |     |     | 2-1 |     |
| 2    | Italie   | 6   | 3 | 2 | 0 | 1 | 7  | 6  | +1   |  | Italie    | 1-4 |     |     | 3-0 |
| 3    | Autriche | 3   | 3 | 1 | 0 | 2 | 5  | 5  | 0    |  | Autriche  |     | 2-3 |     | 2-0 |
| 4    | Chypre   | 0   | 3 | 0 | 0 | 3 | 1  | 10 | -9   |  | Chypre    | 1-5 |     |     |     |

### Groupe 6
| Rang | Équipe             | Pts | J | G | N | P | Bp | Bc | Diff |  | Résultats          |     |     |     |     |
| ---- | ------------------ | --- | - | - | - | - | -- | -- | ---- |  | ------------------ | --- | --- | --- | --- |
| 1    | Angleterre         | 9   | 3 | 3 | 0 | 0 | 7  | 0  | +7   |  | Angleterre         |     |     | 2-0 | 4-0 |
| 2    | Pays-Bas           | 6   | 3 | 2 | 0 | 1 | 7  | 2  | +5   |  | Pays-Bas           | 0-1 |     | 3-0 |     |
| 3    | Bosnie-Herzégovine | 3   | 3 | 1 | 0 | 2 | 1  | 5  | -4   |  | Bosnie-Herzégovine |     |     |     | 1-0 |
| 4    | Lettonie           | 0   | 3 | 0 | 0 | 3 | 1  | 9  | -8   |  | Lettonie           |     | 1-4 |     |     |

### Groupe 7
| Rang | Équipe      | Pts | J | G | N | P | Bp | Bc | Diff |  | Résultats   |     |     |     |     |
| ---- | ----------- | --- | - | - | - | - | -- | -- | ---- |  | ----------- | --- | --- | --- | --- |
| 1    | Belgique    | 6   | 3 | 2 | 0 | 1 | 5  | 5  | 0    |  | Belgique    |     | 0-2 | 1-0 |     |
| 2    | Ukraine     | 4   | 3 | 1 | 1 | 1 | 2  | 1  | +1   |  | Ukraine     |     |     |     | 0-1 |
| 3    | Azerbaïdjan | 4   | 3 | 1 | 1 | 1 | 2  | 2  | 0    |  | Azerbaïdjan |     | 0-0 |     |     |
| 4    | Croatie     | 3   | 3 | 1 | 0 | 2 | 5  | 6  | -1   |  | Croatie     | 3-4 |     | 1-2 |     |

### Groupe 8
| Rang | Équipe   | Pts | J | G | N | P | Bp | Bc | Diff |  | Résultats |     |     |     |     |
| ---- | -------- | --- | - | - | - | - | -- | -- | ---- |  | --------- | --- | --- | --- | --- |
| 1    | Suède    | 7   | 3 | 2 | 1 | 0 | 5  | 0  | +5   |  | Suède     |     | 2-0 |     | 3-0 |
| 2    | Géorgie  | 6   | 3 | 2 | 0 | 1 | 5  | 5  | 0    |  | Géorgie   |     |     | 3-2 | 2-1 |
| 3    | Bulgarie | 4   | 3 | 1 | 1 | 1 | 4  | 3  | +1   |  | Bulgarie  | 0-0 |     |     |     |
| 4    | Moldavie | 0   | 3 | 0 | 0 | 3 | 1  | 7  | -6   |  | Moldavie  |     |     | 0-2 |     |

### Groupe 9
| Rang | Équipe         | Pts | J | G | N | P | Bp | Bc | Diff |  | Résultats      |     |     |     |     |
| ---- | -------------- | --- | - | - | - | - | -- | -- | ---- |  | -------------- | --- | --- | --- | --- |
| 1    | Serbie         | 9   | 3 | 3 | 0 | 0 | 10 | 2  | +8   |  | Serbie         |     | 2-0 | 6-1 |     |
| 2    | Lituanie       | 3   | 3 | 1 | 0 | 2 | 4  | 4  | 0    |  | Lituanie       |     |     |     | 4-0 |
| 3    | Pays de Galles | 3   | 3 | 1 | 0 | 2 | 5  | 9  | -4   |  | Pays de Galles |     | 2-0 |     | 2-3 |
| 4    | Arménie        | 3   | 3 | 1 | 0 | 2 | 4  | 8  | -4   |  | Arménie        | 1-2 |     |     |     |

### Groupe 10
| Rang | Équipe          | Pts | J | G | N | P | Bp | Bc | Diff |  | Résultats       |     |     |     |     |
| ---- | --------------- | --- | - | - | - | - | -- | -- | ---- |  | --------------- | --- | --- | --- | --- |
| 1    | France          | 9   | 3 | 3 | 0 | 0 | 11 | 0  | +11  |  | France          |     |     | 4-0 | 5-0 |
| 2    | Luxembourg      | 4   | 3 | 1 | 1 | 1 | 2  | 3  | -1   |  | Luxembourg      | 0-2 |     |     |     |
| 3    | Irlande du Nord | 3   | 3 | 1 | 0 | 2 | 2  | 6  | -4   |  | Irlande du Nord |     | 0-1 |     | 2-0 |
| 4    | Îles Féroé      | 1   | 3 | 0 | 1 | 2 | 1  | 8  | -7   |  | Îles Féroé      |     | 1-1 |     |     |

### Groupe 11
| Rang | Équipe     | Pts | J | G | N | P | Bp | Bc | Diff |  | Résultats  |     |     |     |     |
| ---- | ---------- | --- | - | - | - | - | -- | -- | ---- |  | ---------- | --- | --- | --- | --- |
| 1    | Espagne    | 9   | 3 | 3 | 0 | 0 | 10 | 1  | +9   |  | Espagne    |     |     | 2-1 | 6-0 |
| 2    | Pologne    | 6   | 3 | 2 | 0 | 1 | 5  | 2  | +3   |  | Pologne    | 0-2 |     |     | 3-0 |
| 3    | Monténégro | 3   | 3 | 1 | 0 | 2 | 4  | 4  | 0    |  | Monténégro |     | 0-2 |     |     |
| 4    | Malte      | 0   | 3 | 0 | 0 | 3 | 0  | 12 | -12  |  | Malte      |     |     | 0-3 |     |

### Groupe 12
| Rang | Équipe    | Pts | J | G | N | P | Bp | Bc | Diff |  | Résultats |     |     |     |     |
| ---- | --------- | --- | - | - | - | - | -- | -- | ---- |  | --------- | --- | --- | --- | --- |
| 1    | Allemagne | 9   | 3 | 3 | 0 | 0 | 8  | 0  | +8   |  | Allemagne |     |     | 2-0 | 5-0 |
| 2    | Albanie   | 4   | 3 | 1 | 1 | 1 | 3  | 3  | 0    |  | Albanie   | 0-1 |     |     |     |
| 3    | Slovaquie | 3   | 3 | 1 | 0 | 2 | 6  | 4  | +2   |  | Slovaquie |     | 1-2 |     | 5-0 |
| 4    | Estonie   | 1   | 3 | 0 | 1 | 2 | 1  | 11 | -10  |  | Estonie   |     | 1-1 |     |     |

### Groupe 13
| Rang | Équipe  | Pts | J | G | N | P | Bp | Bc | Diff |  | Résultats |     |     |     |     |
| ---- | ------- | --- | - | - | - | - | -- | -- | ---- |  | --------- | --- | --- | --- | --- |
| 1    | Islande | 6   | 3 | 2 | 0 | 1 | 3  | 5  | -2   |  | Islande   |     |     |     | 1-0 |
| 2    | Suisse  | 4   | 3 | 1 | 1 | 1 | 7  | 4  | +3   |  | Suisse    | 5-1 |     | 0-0 |     |
| 3    | Grèce   | 4   | 3 | 1 | 1 | 1 | 4  | 2  | +2   |  | Grèce     | 0-1 |     |     | 4-1 |
| 4    | Israël  | 3   | 3 | 1 | 0 | 2 | 4  | 7  | -3   |  | Israël    |     | 3-2 |     |     |

### Meilleurs troisièmes
Sont pris en compte les résultats contre le premier et le deuxième du groupe. Les deux meilleurs troisièmes se qualifient pour le Tour Élite.
| Groupe | Équipe             | J | V | N | D | Bp | Bc | Diff | Pts |
| ------ | ------------------ | - | - | - | - | -- | -- | ---- | --- |
| 9      | Pays de Galles     | 2 | 1 | 0 | 1 | 3  | 6  | -3   | 3   |
| 8      | Bulgarie           | 2 | 0 | 1 | 1 | 2  | 3  | -1   | 1   |
| 3      | Macédoine          | 2 | 0 | 1 | 1 | 1  | 2  | -1   | 1   |
| 13     | Grèce              | 2 | 0 | 1 | 1 | 0  | 1  | -1   | 1   |
| 7      | Azerbaïdjan        | 2 | 0 | 1 | 1 | 0  | 1  | -1   | 1   |
| 4      | Kazakhstan         | 2 | 0 | 1 | 1 | 1  | 3  | -1   | 1   |
| 5      | Autriche           | 2 | 0 | 0 | 2 | 3  | 5  | -2   | 0   |
| 2      | Roumanie           | 2 | 0 | 0 | 2 | 0  | 2  | -2   | 0   |
| 11     | Monténégro         | 2 | 0 | 0 | 2 | 1  | 4  | -3   | 0   |
| 12     | Slovaquie          | 2 | 0 | 0 | 2 | 1  | 4  | -3   | 0   |
| 1      | Norvège            | 2 | 0 | 0 | 2 | 2  | 6  | -4   | 0   |
| 6      | Bosnie-Herzégovine | 2 | 0 | 0 | 2 | 0  | 5  | -5   | 0   |
| 10     | Irlande du Nord    | 2 | 0 | 0 | 2 | 0  | 5  | -5   | 0   |

## Tour élite
Le tour élite se joue entre le 20 et le 31 mars 2012. L'équipe organisatrice est indiquée en italique.

### Groupe 1
| Rang | Équipe | Pts | J | G | N | P | Bp | Bc | Diff |  | Résultats (▼ dom., ► ext.) |     |     |     |     |
| ---- | ------ | --- | - | - | - | - | -- | -- | ---- |  | -------------------------- | --- | --- | --- | --- |
| 1    | France | 9   | 3 | 3 | 0 | 0 | 6  | 2  | +4   |  | France                     |     |     | 1-0 | 2-1 |
| 2    | Suède  | 4   | 3 | 1 | 1 | 1 | 3  | 3  | 0    |  | Suède                      | 1-3 |     |     | 2-0 |
| 3    | Italie | 4   | 3 | 1 | 1 | 1 | 2  | 2  | 0    |  | Italie                     |     | 0-0 |     |     |
| 4    | Suisse | 0   | 3 | 0 | 0 | 3 | 2  | 6  | -4   |  | Suisse                     |     |     | 1-2 |     |

### Groupe 2
| Rang | Équipe      | Pts | J | G | N | P | Bp | Bc | Diff |  | Résultats (▼ dom., ► ext.) |     |     |     |     |
| ---- | ----------- | --- | - | - | - | - | -- | -- | ---- |  | -------------------------- | --- | --- | --- | --- |
| 1    | Pologne     | 9   | 3 | 3 | 0 | 0 | 7  | 1  | +6   |  | Pologne                    |     |     | 2-0 |     |
| 2    | Tchéquie    | 4   | 3 | 1 | 1 | 1 | 2  | 3  | -1   |  | Tchéquie                   | 0-2 |     |     | 2-1 |
| 3    | Biélorussie | 2   | 3 | 0 | 2 | 1 | 1  | 3  | -2   |  | Biélorussie                |     | 0-0 |     | 1-1 |
| 4    | Luxembourg  | 1   | 3 | 0 | 1 | 2 | 3  | 6  | -3   |  | Luxembourg                 | 1-3 |     |     |     |

### Groupe 3
| Rang | Équipe     | Pts | J | G | N | P | Bp | Bc | Diff |  | Résultats (▼ dom., ► ext.) |     |     |     |     |
| ---- | ---------- | --- | - | - | - | - | -- | -- | ---- |  | -------------------------- | --- | --- | --- | --- |
| 1    | Géorgie    | 7   | 3 | 2 | 1 | 0 | 3  | 1  | +2   |  | Géorgie                    |     |     | 1-0 |     |
| 2    | Espagne    | 5   | 3 | 1 | 2 | 0 | 7  | 3  | +4   |  | Espagne                    | 1-1 |     |     | 2-2 |
| 3    | Angleterre | 3   | 3 | 1 | 0 | 2 | 1  | 5  | -4   |  | Angleterre                 | 1-0 | 0-4 |     |     |
| 4    | Ukraine    | 1   | 3 | 0 | 1 | 2 | 2  | 4  | -2   |  | Ukraine                    | 0-1 |     |     |     |

### Groupe 4
| Rang | Équipe    | Pts | J | G | N | P | Bp | Bc | Diff |  | Résultats (▼ dom., ► ext.) |     |     |     |     |
| ---- | --------- | --- | - | - | - | - | -- | -- | ---- |  | -------------------------- | --- | --- | --- | --- |
| 1    | Allemagne | 7   | 3 | 2 | 1 | 0 | 6  | 1  | +5   |  | Allemagne                  |     |     | 2-1 | 4-0 |
| 2    | Portugal  | 5   | 3 | 1 | 2 | 0 | 3  | 0  | +3   |  | Portugal                   | 0-0 |     | 0-0 |     |
| 3    | Bulgarie  | 4   | 3 | 1 | 1 | 1 | 3  | 2  | +1   |  | Bulgarie                   |     |     |     | 2-0 |
| 4    | Turquie   | 0   | 3 | 0 | 0 | 3 | 0  | 9  | -9   |  | Turquie                    |     | 0-3 |     |     |

### Groupe 5
| Rang | Équipe               | Pts | J | G | N | P | Bp | Bc | Diff |  | Résultats (▼ dom., ► ext.) |     |     |     |     |
| ---- | -------------------- | --- | - | - | - | - | -- | -- | ---- |  | -------------------------- | --- | --- | --- | --- |
| 1    | Pays-Bas             | 7   | 3 | 2 | 1 | 0 | 7  | 2  | +5   |  | Pays-Bas                   |     | 1-1 | 4-0 |     |
| 2    | Serbie               | 7   | 3 | 2 | 1 | 0 | 5  | 1  | +4   |  | Serbie                     |     |     | 3-0 | 1-0 |
| 3    | Albanie              | 3   | 3 | 1 | 0 | 2 | 2  | 8  | -6   |  | Albanie                    |     |     |     | 2-1 |
| 4    | République d'Irlande | 0   | 3 | 0 | 0 | 3 | 2  | 5  | -3   |  | République d'Irlande       | 1-2 |     |     |     |

### Groupe 6
| Rang | Équipe   | Pts | J | G | N | P | Bp | Bc | Diff |  | Résultats (▼ dom., ► ext.) |     |     |     |     |
| ---- | -------- | --- | - | - | - | - | -- | -- | ---- |  | -------------------------- | --- | --- | --- | --- |
| 1    | Islande  | 7   | 3 | 2 | 1 | 0 | 7  | 2  | +5   |  | Islande                    |     |     | 1-0 |     |
| 2    | Danemark | 7   | 3 | 2 | 1 | 0 | 8  | 5  | +3   |  | Danemark                   | 2-2 |     |     | 3-1 |
| 3    | Écosse   | 3   | 3 | 1 | 0 | 2 | 3  | 4  | -1   |  | Écosse                     |     | 2-3 |     | 1-0 |
| 4    | Lituanie | 0   | 3 | 0 | 0 | 3 | 1  | 8  | -7   |  | Lituanie                   | 0-4 |     |     |     |

### Groupe 7
Qualifiée à l'issue des six matches, la Hongrie perd sa première place à la suite d'une requête de la Belgique concernant l'inéligibilité d'un des joueurs russes ayant disputé le match Belgique - Russie, gagné un à zéro. Déclarée gagnante par forfait, la Belgique prend donc la tête du classement grâce à une meilleure différence de buts. Contestée par la fédération hongroise, cette décision est finalement maintenue par l'UEFA.
| Rang | Équipe         | Pts | J | G | N | P | Bp | Bc | Diff |  | Résultats (▼ dom., ► ext.) |     |     |     |     |
| ---- | -------------- | --- | - | - | - | - | -- | -- | ---- |  | -------------------------- | --- | --- | --- | --- |
| 1    | Belgique       | 7   | 3 | 2 | 1 | 0 | 8  | 2  | +6   |  | Belgique                   |     |     | 3-0 |     |
| 2    | Hongrie        | 7   | 3 | 2 | 1 | 0 | 10 | 5  | +5   |  | Hongrie                    | 2-2 |     |     | 5-1 |
| 3    | Russie         | 3   | 3 | 1 | 0 | 2 | 4  | 7  | -3   |  | Russie                     |     | 2-3 |     | 2-1 |
| 4    | Pays de Galles | 0   | 3 | 0 | 0 | 3 | 2  | 10 | -8   |  | Pays de Galles             | 0-3 |     |     |     |